# بولتزی
بولتزی (به ایتالیایی: Bulzi) یک کومونه در ایتالیا است که در استان ساساری واقع شده‌است.

## خصوصیات
بولتزی ۲۱٫۶ کیلومترمربع مساحت و ۶۱۴ نفر جمعیت دارد.